# Рено Емон
Рено Емон (фр. Renaud Emond, нар. 5 грудня 1991, Віртон) — бельгійський футболіст, центральний нападник клубу «Ейпен».

## Ігрова кар'єра
Народився 5 грудня 1991 року в місті Віртон. Вихованець футбольної школи клубу «Віртон». Дорослу футбольну кар'єру розпочав 2009 року в основній команді того ж клубу, в якій провів чотири сезони, взявши участь у 83 матчах чемпіонату. За чотири сезони в команді Рено забив 43 м'ячі. Після настільки продуктивної гри Емон зацікавив деякі команди другого і вищого дивізіону країни. 
15 травня 2013 року він перейшов в «Васланд-Беверен». 24 серпня в матчі проти «Льєрса» Рено дебютував у Жюпіле-лізі. 31 жовтня в поєдинку проти льєзького «Стандарда» він забив свій перший гол за нову команду. Загалом відіграв за беверенську команду наступні два з невеликими сезони своєї ігрової кар'єри і у другому сезоні 2014/15 був основним бомбардиром команди, забивши 14 голів у 34 іграх.
У серпні 2015 року перейшов у «Стандард» (Льєж). З командою двічі виграв Кубок Бельгії, при цьому у другому з фіналів, 2018 року, Емон забив єдиний гол у матчі, який і приніс його команді черговий титул.  У сезоні 2018/19 увійшов до десятки найкращих бомбардирів чемпіонату. За чотири з половиною року відіграв за команду з Льєжа 139 матчів у всіх змаганнях і забив 43 голи.
9 січня 2020 перейшов до французького «Нанта» за 4 мільйони євро.

## Статистика виступів

### Статистика клубних виступів
| Сезон                       | Команда                     | Чемпіонат                   | Чемпіонат | Чемпіонат | Національний кубок | Національний кубок | Національний кубок | Континентальні кубки | Континентальні кубки | Континентальні кубки | Інші змагання | Інші змагання | Інші змагання | Усього | Усього |
| Сезон                       | Команда                     | Ліга                        | Ігор      | Голів     | Ліга               | Ігор               | Голів              | Ліга                 | Ігор                 | Голів                | Ліга          | Ігор          | Голів         | Ігор   | Голів  |
| --------------------------- | --------------------------- | --------------------------- | --------- | --------- | ------------------ | ------------------ | ------------------ | -------------------- | -------------------- | -------------------- | ------------- | ------------- | ------------- | ------ | ------ |
| 2009–10                     | «Віртон»                    | 3Д (ІІІ)                    | 2         | 0         | КБ                 | 0                  | 0                  |                      | -                    | -                    | -             | -             | -             | 2      | 0      |
| 2010–11                     | «Віртон»                    | 3Д (ІІІ)                    | 16        | 8         | КБ                 | 4                  | 0                  |                      | -                    | -                    | -             | -             | -             | 20     | 8      |
| 2011–12                     | «Віртон»                    | 3Д (ІІІ)                    | 27+3      | 8+0       | КБ                 | 3                  | 0                  |                      | -                    | -                    | -             | -             | -             | 33     | 8      |
| 2012–13                     | «Віртон»                    | 3Д (ІІІ)                    | 35        | 27        | КБ                 | 2                  | 1                  |                      | -                    | -                    | -             | -             | -             | 37     | 28     |
| Усього за «Віртон»          | Усього за «Віртон»          | Усього за «Віртон»          | 83        | 43        |                    | 9                  | 1                  |                      | -                    | -                    |               | -             | -             | 92     | 44     |
| 2013–14                     | «Васланд-Беверен»           | Л1                          | 13+3      | 1+2       | КБ                 | 0                  | 0                  |                      | -                    | -                    | -             | -             | -             | 3      | 0      |
| 2014–15                     | «Васланд-Беверен»           | Л1                          | 28+6      | 13+1      | КБ                 | 0                  | 0                  |                      | -                    | -                    | -             | -             | -             | 34     | 14     |
| 2015–16                     | «Васланд-Беверен»           | Л1                          | 6         | 2         | КБ                 | -                  | -                  |                      | -                    | -                    | -             | -             | -             | 6      | 2      |
| Усього за «Васланд-Беверен» | Усього за «Васланд-Беверен» | Усього за «Васланд-Беверен» | 56        | 19        |                    | 0                  | 0                  |                      | -                    | -                    |               | -             | -             | 56     | 19     |
| 2015–16                     | «Стандард» (Льєж)           | Л1                          | 19+2      | 2+0       | КБ                 | 4                  | 0                  | ЛЄ                   | -                    | -                    | -             | -             | -             | 25     | 2      |
| 2016–17                     | «Стандард» (Льєж)           | Л1                          | 9+5       | 2+1       | КБ                 | 1                  | 0                  | ЛЄ                   | -                    | -                    | СБ            | 1             | 0             | 16     | 3      |
| 2017–18                     | «Стандард» (Льєж)           | Л1                          | 19+10     | 4+5       | КБ                 | 5                  | 6                  | -                    | -                    | -                    | -             | -             | -             | 34     | 15     |
| 2018–19                     | «Стандард» (Льєж)           | Л1                          | 28+6      | 12+1      | КБ                 | 1                  | 0                  | ЛЧ+ЛЄ                | 2+6                  | 1+2                  | СБ            | 1             | 0             | 44     | 16     |
| 2019–20                     | «Стандард» (Льєж)           | Л1                          | 14        | 7         | КБ                 | 1                  | 0                  | ЛЄ                   | 5                    | 0                    | -             | -             | -             | 20     | 7      |
| Усього за «Стандард» (Льєж) | Усього за «Стандард» (Льєж) | Усього за «Стандард» (Льєж) | 112       | 34        |                    | 12                 | 6                  |                      | 13                   | 3                    |               | 2             | 0             | 139    | 43     |
| Усього за кар'єру           | Усього за кар'єру           | Усього за кар'єру           | 251       | 96        |                    | 21                 | 7                  |                      | 13                   | 3                    |               | 2             | 0             | 287    | 106    |

## Титули і досягнення
- Володар Кубка Бельгії (2):

«Стандард» (Льєж): 2015–16, 2017–18